# Chichester
Chichester a déli angol megye, West Sussex (Egyesült Királyság) egyik városa, Chichester megye és kerületének közigazgatási központja, lakossága 26 572 fő. A kisváros nemzetközi hírnévnek örvend elsősorban az évente megrendezésre kerülő több hónapos színházi fesztiválnak köszönhetően, amely 1962 óta az ország legjobb drámaíróit, rendezőit és színészeit gyűjti össze, és amelynek premierjei gyakran sikeresen Londonba vagy New Yorkba eljutnak .

## Története
Chichester környéke valószínűleg tengerpart volt a római invázió idején Britanniában. A városközpont maradványai a római város neve Noviomagus Regnorum vagy Noviomagus Regnensium volt. Ez az 5. század vége felé elpusztult, de Cissa, a déli szászok mitikus második királya újjáépíttette, és róla nevezték el. A név a latin Cissae Castrum (cissa = tábor, óangol) szóból származik, jelentése Cissa pásztora.
A római úthálózat ma is látható, a városfal nagy része is megmaradt. A kikötő néhány kilométerre délnyugatra található.

## Testvérvárosi kapcsolatai
Chichester testvérvárosa a franciaországi Chartres és az olaszországi Ravenna. Városi barátság fűzi Marktredwitzhez a Felső-Frankföldön.

## Látnivalók
- Különleges látványosság a chichesteri katedrális, amely a római bazilika alapjaira épült, és annak mozaikpadlója még ma is látható. Ott található Anglia egyetlen fennmaradt campaniléje. A helyi kőből épült székesegyház összedőlt harangtornyát a 19. századi helyreállítási munkálatok során újjáépítették. A székesegyház és a város védőszentje, Chichesteri Richárd szobra a templom előtt áll, és a templomban lévő sírja zarándokhely volt egészen a reformáció során bekövetkezett pusztulásáig.

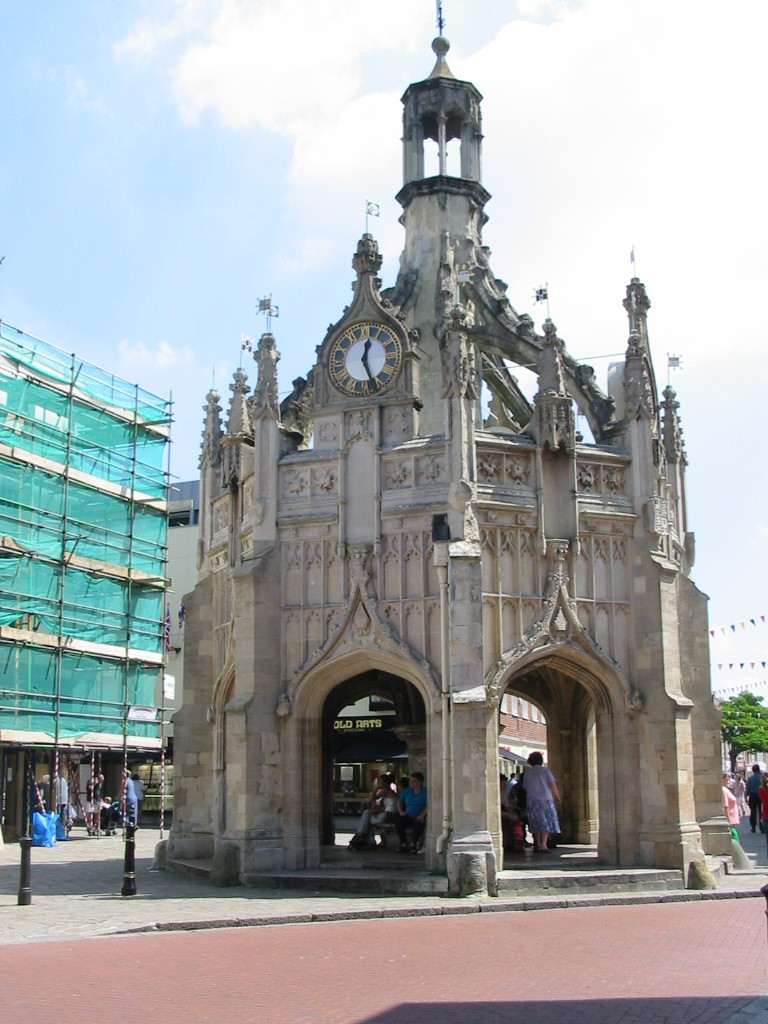
Piackereszt

- A Piackeresztet (Market Cross) 1478–1503 között állították fel, ám később megváltozott. A Chichester Cross a maga nemében az egyik legszebb Angliában, és a város négy főútjának kereszteződésében áll.

- A Vajpiacot (Butter Market) a North Streeten John Nash építette és mint élelmiszer piacot 1808-ban adta át. 1900-ban az eredetileg művészeti iskolának otthont adó épületet emelettel bővítették.

- A Gabonabörze (Corn Exchange) 1833-ban épült, és kialakításával a gabonakereskedelem fontosságát mutatja. 1883 után színházi előadásokra is használták. 1923-tól 1984-ig mozinak és éttermeknek adott otthont, majd ruhaüzletté vált.

- A 12. században épült Püspöki Palotában egy 15. századi étkezőterem található Bernaris mennyezetfestményeivel és egy korai angol stílusú kápolnával.

- Az 1562-ben épült Marienhospital (St. Mary's Hospital) nyomorgó nők otthona volt. Érdemes megnézni a faburkolatú refektóriumot és a 13. századi kápolnát.

- A középkori városfal nagy része megmaradt, és körülveszi a kanyargós utcák óvárosát.

- A "The Hornet" park alatt jól láthatóak a római amfiteátrum körvonalai.

## Gazdaság
A Bristol Bullet 2016 óta Chichesterben készül.

## Események
A közeli Goodwood House ad otthont minden évben a Goodwood Festival of Speednek Earl of March meghívására.
1962-ben a Chichester Festival Theatre egy háromhetes fesztivállal nyílt meg. Sir Laurence Olivier első igazgatóként megalapozta az intézmény nemzetközi hírnevét.  A fesztivál programjában ma klasszikus darabok, musicalek és új, kísérleti produkciók szerepelnek, a Fesztivál Színház és az 1983-ban megnyílt Minerva Színház előadásaival. A szezon áprilistól őszig évente változik. 
A Southern Cathedrals Festival szakrális zenei fesztivál Chichester, Salisbury és Winchester katedrálisaiban zajlik éves rotációval.  Az 1965-ös fesztiválra Leonard Bernstein megkomponálta Chichester zsoltárait.

## A város szülöttei
- Jack Gower (1994), brit–ír alpesisíző
- Antony Hegarty (1971) énekes, dalszerző és zongorista
- Kate Mosse (1961), író
- Tom Odell (1990), énekes-dalszerző
- Timothy Peake (1972), űrhajós
- Idris Rahman (1976), jazz-zenész
- Zoe Rahman (született 1971), dzsessz-zenész
- Mark Roberts, régész
- Richard Seaman (1913–1939), brit autóversenyző
- Edward Speleers (1988), filmszínész
- Rollo Weeks (1987), filmszínész
- John Weldon (1676–1736), zeneszerző

## Fordítás
Ez a szócikk részben vagy egészben  a   Chichester című német Wikipédia-szócikk ezen változatának fordításán alapul.  Az eredeti cikk szerkesztőit annak laptörténete sorolja fel. Ez a jelzés csupán a megfogalmazás eredetét és a szerzői jogokat jelzi, nem szolgál a cikkben szereplő információk forrásmegjelöléseként.